# آنی پاچن
آنی پاچن (به تبتی: ཨ་ནེ་དཔའ་ཆེན، زاده ۱۹۳۳ گونجو، چین – درگذشته ۲ فوریه ۲۰۰۲ دارمشالا، هند) مبارز و فعال تبتی بود.

## اوایل زندگی
پاچن دولما در حدود سال ۱۹۳۳ در شهرستان گونجو، خم، در شرق تبت به دنیا آمد. او تنها فرزند پسر ارشد پومدا گونور از قبیله لمدا، از خانواده فومدا تسانگ بود.
پاچن زمانی که ۸ ساله بود به دَرمَه پناه برد و متعاقباً در عمل الهی دورجه فوربا، سنت ناینگما، آغاز شد. زمانی که ۱۷ ساله بود، متوجه برنامه‌های پدرش برای ازدواج او شد و سعی کرد به صومعه گیالسای رینپوچه در ترومخوگ فرار کند. اما پس‌از چند روز مسافرت با قول پدرش مبنی‌بر لغو نامزدی بازگشت.
دالایی لاما چهاردهم و جمهوری خلق چین در سال ۱۹۵۱ قرارداد هفده بندی را به‌طور رسمی امضا کردند. افزایش تنش‌ها باعث شد که پدرش او را در استفاده از سلاح گرم آموزش دهد و سازماندهی مقاومت ستیزه‌جویان را آغاز کند.
پاچن در چند سال آینده در جلسات اداری پدرش با روسای محلی شرکت می‌کرد. در سال ۱۹۵۴، پاچن و مادرش ۶ ماه را در صومعه گیالسای رینپوچه گذراندند، که در طی آن او نگاندرو یا آموزش مقدماتی مذهبی را به پایان رساند. او به درخواست پدرش که می‌خواست رسماً وظایف مربوط به وارث بودن یک رئیس قبیله را به او بیاموزد، بازگشت.

## شورش
تا پایان سال ۱۹۵۶، ده‌ها هزار خمپا (جنگجو) مسلح برای مقاومت مسلحانه به تپه‌های اطراف رفته بودند. هنگامی که پدرش در سال ۱۹۵۸ درگذشت، او نقش خود را به‌عنوان رئیس قبیله لمدا بر عهده گرفت. در سال ۱۹۵۹، او در راس ۶۰۰ مبارز مقاومت قرار گرفت و بر تپه‌های مجاور سوار شد. افراد دیگری از درگه و لینگخا شیپا به قبیله او پیوستند.
پس‌از خبر حمله چینی‌ها، پاچن به لمدا بازگشت تا به خانواده‌اش هشدار دهد و اشیای قیمتی آنها را جمع کند. گروه آنها به هزاران نفر افزایش یافت زیرا خانواده‌هایی از شهرهای درگه، لینگخا شیپا و مارکام با نقشه نهایی پیوستن به گروه چریکی چوشی گنگدروک، گروه مقاومت اصلی که در آن زمان در لاسا متمرکز بود، فرار کردند. پس‌از پیوستن مجدد به مبارزان مقاومت لمدا، پاچن در تقسیم پناهندگان به گروه‌های کوچک‌تر و کمتر قابل مشاهده، سازمان‌دهی و اعزام گشت‌های دفاعی و فعالانه درگیر جنگ‌های مسلحانه کمک کرد. در طول این مهاجرت، گروه او تحت حمایت شبه نظامی سیا قرار گرفت.
اردوگاه آنها در اواخر سال ۱۹۵۹، مدت کوتاهی پس‌از شنیدن شکست چوشی گانگدروک، توسط نیروهای چینی در منطقه اطراف روستای پلبار در شهرستان تینگری مورد حمله قرار گرفت. پاچن، مادر، عمه و مادربزرگش به جنگلی نزدیک پناه بردند. آنها طی ۲۵ روز آینده با موفقیت به‌سمت هند سفر کردند تا اینکه به‌همراه حدود ۳۰۰ پناهجو دیگر توسط نیروهای چینی دستگیر شدند.

## حبس
بلافاصله پس‌از دستگیری، پاچن و خانواده‌اش در خانه‌های متروکه مجاور که به‌عنوان زندان موقت عمل می‌کردند، نگهداری شدند. در طول یک هفته، پاچن مورد بازجویی و ضرب و شتم قرار گرفت. بلافاصله پس‌از آن، بسیاری از زنان، کودکان و افراد مسن (ازجمله مادر، عمه و مادربزرگ او) آزاد شدند و پاچن به یک «مرکز جمع‌آوری» در لهودزونگ منتقل شد، جایی که او به‌مدت یک ماه در آنجا نگهداری شد. او گزارش داد که تنها زنی است که در آنجا نگهداری می‌شود.
پس‌از آن، پاچن به صومعه‌ای در چامدو منتقل شد که به‌عنوان زندان چینی‌ها مورد استفاده قرار می‌گرفت. برای ۱۰ ماه آینده، او مرتباً مورد بازجویی قرار می‌گرفت تا اینکه به بخش دیگری از صومعه، معروف به دیونگ نانگ منتقل شد، جایی که بیشتر مورد بازجویی قرار گرفت و مجبور شد برای بیش از یک سال پابند بپوشد. او از سال ۱۹۶۱ تا ۱۹۶۳ در آنجا بود.
در سال ۱۹۶۳، او به سیلتوگ تانگ منتقل شد، «جایی که کسانی که… مجرم شناخته می‌شدند برای جدی‌ترین جنایات فرستاده می‌شدند»، واقع میان مکونگ (معروف به رودخانه زاچو در تبت) و رودخانه نگومچو (یکی از شاخه‌های مکونگ). در سیلتوگ تانگ، او براساس جنسیت و سطح ارادت به بخش دیگری رفت. او همچنین پس‌از امتناع از تقبیح دین و سرزنش یک افسر به‌مدت ۹ ماه در انزوا بود.
پاچن پس‌از شنیدن اینکه مادرش در کونگپو زندگی و کار می‌کند و تعدادی از زندانیان به آنجا فرستاده می‌شوند، افسران زندان را متقاعد کرد که او را نیز منتقل کنند. او یک سال را در آنجا گذراند و در سال ۱۹۶۵ به زندان دراپچی، یکی از بدنام‌ترین زندان‌های چین، منتقل شد. او به مدت ۱۱ سال در آنجا نگهداری شد. در دراپچی، او گزارش داد که زندانیان مجبور به پوشیدن یونیفورم چینی می‌شوند و از صحبت کردن به زبان تبتی، نماز خواندن یا انجام آداب و رسوم تبتی منع می‌شوند.
پس‌از مرگ مائو تسه‌تونگ، پاچن به لشکر ۵ ترامو دزونگ در کونگپو نیینگچی منتقل شد. او در سال ۱۹۸۱ پس از ۲۱ سال زندان آزاد شد. او در آن زمان ۴۸ ساله بود.

## آزادی
پس‌از آزادی از زندان در ژانویه ۱۹۸۱، پاچن به زیارت رفت. او از صومعه‌های سرا، درپونگ و گاندن که همگی در دوران زندانش در انقلاب فرهنگی چین ویران شده بودند، دیدن کرد. در طول سال بعد، او از صومعه‌های لهوکا، شدرا، درولما لاخانگ، دالاخامپو بازدید کرد و هشت ماه در صومعه سامی ماند. در آنجا، او قبل از تصمیم به بازگشت به لاسا برای ادامه حمایت از آرمان استقلال تبت، تمرین بودایی چود لن یا استخراج ذات و تمرین چود را آموخت.
او قبل از فرار به هند در سه تظاهرات مهم تبلیغ کرد و در آن شرکت کرد. تظاهرات ۲۷ سپتامبر و ۱ اکتبر ۱۹۸۷ و تظاهرات ۵ مارس ۱۹۸۸. در سال ۱۹۸۹، او متوجه شد که قرار است دوباره دستگیر شود و برای فرار از کوه کایلاش به نپال برنامه‌ریزی کرد. پس از ۲۵ روز، او را با هواپیما به دارمشالا بردند. رؤیای او برای ملاقات با دالایی لاما زمانی محقق شد که بلافاصله پس‌از ورودش به او دیدار شخصی اعطا شد. او در صومعه گیدن چولینگ در دارمشالا، هند ساکن شد.

## خودزندگی‌نامه
خودزندگی‌نامه آنی پاچن، کوه اندوه: سفر راهبه جنگجو تبتی، در سال ۲۰۰۰ منتشر شد و او در ایالات متحده و اروپا به تور رفت. در سال ۲۰۰۱، او به دعوت انجمن تبت از بریتانیا بازدید کرد و راهپیمایی سالانه را در مرکز لندن برای بزرگداشت قیام لاسا رهبری کرد.

## مرگ
آنی پاچن در دوم فوریه ۲۰۰۲ در دارمشالا بر اثر نارسایی قلبی در سن ۶۹ سالگی درگذشت.